# Gnetòfits
Els gnetòfits (Gnetophyta) són una divisió de gimnospermes. Inclou unes 70 espècies actuals en tres gèneres, Gnetum, Welwitschia i Ephedra.

## Característiques
La diferència principal entre els gnetòfits i altres gimnospermes és la presència de tràquees, un sistema de conductes que transporten aigua dins de la planta similars als que es troben a les angiospermes (Magnoliophyta). Per això, abans es pensava que els gnetòfits eren les gimnospermes més properes a les angiospermes, però estudis moleculars més recents han posat en dubte aquesta hipòtesi.
Gnetum té espècies habitualment llenyoses i enfiladisses que habiten en boscos tropicals. Tanmateix l'espècie més coneguda d'aquest gènere és un arbre, Gnetum gnemon, que té les llavors comestibles. Welwitschia comprèn una única espècie, Welwitschia mirabilis que creix només al desert de Namíbia i Angola. Les espècies del gènere Ephedra viuen a llocs secs principalment de l'hemisferi nord incloent-hi els Països Catalans.

## Taxonomia
La divisió Gnetophyta inclou tres gèneres actuals, cadascun únic en la seva família:
- Família Gnetaceae
  - Gènere Gnetum
- Família Welwitschiaceae
  - Gènere Welwitschia
- Família Ephedreceae
  - Gènere Ephedra

Gnetum i Welwitschia divergeixen un de l'altre més recentment que no pas Ephedra.
En algunes classificacions les tres famílies estan ubicades en un sol ordre, Gnetales, però en d'altres cada família té el seu propi ordre (Gnetales, Welwitschiales i Ephedrales).

## Registre fòssil
El coneixement de fòssils de les gnetòfits s'ha incrementat des de 1980. Hi ha fòssils des del Permià, en el Triàsic, i el Juràssic hi podrien haver gnetòfits, però no és segur. A l'inici del Cretaci, ja es pot establir que llavors i pol·len pertanyen als gnetòfits.